# Fréterive
Fréterive is een gemeente in het Franse departement Savoie (regio Auvergne-Rhône-Alpes) en telt 435 inwoners (1999). De plaats maakt deel uit van het arrondissement Chambéry.

## Geografie
De oppervlakte van Fréterive bedraagt 11,0 km², de bevolkingsdichtheid is 39,5 inwoners per km².
De onderstaande kaart toont de ligging van Fréterive met de belangrijkste infrastructuur en aangrenzende gemeenten.

## Demografie
Onderstaande figuur toont het verloop van het inwonertal (bron: INSEE-tellingen).